# Muscicapa dauurica
Il pigliamosche bruno asiatico (Muscicapa dauurica Pallas, 1811) è un piccolo uccello passeriforme della famiglia dei Muscicapidi.

## Tassonomia
Se ne conoscono tre sottospecie:
- Muscicapa dauurica dauurica Pallas, 1811
- Muscicapa dauurica poonensis Sykes, 1832
- Muscicapa dauurica siamensis (Gyldenstolpe, 1916)